# Phylloteles eos
Phylloteles eos är en tvåvingeart som beskrevs av Zumpt 1973. Phylloteles eos ingår i släktet Phylloteles och familjen köttflugor. Inga underarter finns listade i Catalogue of Life.